# トラビス (チンパンジー)
トラビス（1995年10月21日 - 2009年2月16日）は、アメリカ合衆国・コネティカット州の個人宅で飼育されていたチンパンジー。2009年に飼い主の友人の顔面を食いちぎり、警官に射殺された。

## 概要
トラビスはアメリカのテレビ番組やコマーシャルに出演経験のあるオスのチンパンジーであった。
サンドラ・ハロルド(女性)によって飼育されていたチンパンジーであったが2009年2月、突如飼い主の友人のチャルラ・ナッシュ(女性)を襲い、彼女の鼻、両耳、両手を噛み切り、顔面をずたずたに引き裂くという惨事を起こした。
その日の内にトラビスは通報を受けた警官に射殺された。
トラビスは『ペプシコーラ』と『オールドネイビー』のスポット放送を含むいくつかのテレビコマーシャルにアニマル・アクターとして出演した経験がある。
トラビスはまた『モーリー・ポヴィッチ・ショー』、『ザ・マン・ショー』、『ザ・テレビジョン・プロット』、シャーリー・クローとミッシェル・モア主演のパイロット版にも出演していた。

## 生い立ち
1995年10月21日、トラビスはミズーリ州フェスタス市にある『Mike and Connie Braun Casey's compound（マイク・アンド・コニー・ブラウン・キャシー・コンパウンド）』（現在の名称は『Missouri Chimpanzee Sanctuary（ミズーリ・チンパンジー・サンクチュアリー）』）で誕生している。別の事件において、トラビスの母親のスージーは2001年に同施設を脱走し、射殺されている。つまり、トラビスは親子二代に渡り、人間に射殺されたことになる。飼い主のサンドラとその夫ジェロームは、トラビスが3歳の時に養子としてもらい受けた。二人はコネチカット州サムフォードの北部サムフォード区にあるロック・ライモン・ロードの自宅でトラビスを育てあげた。

### 社会化
トラビスはハロルド夫妻に忠実であり、夫妻はしばしばトラビスを職場に連れていき、町へ買い物に行くときは同行させていた。
夫妻はレッカー会社『トウー・トラック・カンパニー』を経営しており、夫妻はトラビスに地元野球チームのTシャツを着せ、自社のトラックにシートベルトを着用させた形で乗車させて、お得意のポーズをとる姿をしばしば撮影していた。トラビスは町の人気者であり、レッカー作業を行うときには警官に挨拶をすることでよく知られていた。
生後からずっと人間と一緒に暮らしていたことから、トラビスは完全に人間社会に適応していた。ある近隣住民は、自分は子供のころトラビスとよくレスリングごっこをしたと述べている。この住民は、トラビスがいつ遊びをやめて、自分の飼い主に対して細心の注意を向けるべきかについてよくわきまえていたと語っている。2009年にトラビスがナッシュに大けがを負わせた後、その隣人は「トラビスは自分の甥っ子以上にまったく聞き分けのいい子だったよ。それがなぜそんな狂暴なことをしでかしたのか、もうまったく見当もつかないな」と述べている。
トラビスは鍵を使ってドアを開けたり、自分で着替えをして、植木鉢の植物に水を差し、夫妻の飼っている馬に干し草を与え、家族と一緒にテーブルで食事をし、ステムグラスでワインを飲むことが出来た。トラビスはアイスクリームが大好きで、アイスクリームの販売トラックがやってくるスケジュールさえ理解していた。トラビスは画像を探すためにコンピューターにログオンすることも、ウォーターピックを使って歯を磨くこともできた。
トラビスは、リモコンを使ってテレビを見ることもでき、野球を観戦するのが好きだった。
トラビスは車を運転したことも複数回ある。

### スポイル
飼い主の夫のジェロームは、2004年に癌で死亡しており、重ねて夫婦の唯一の子供は交通事故死している。結果的にサンドラ・ハロルドはトラビスをほとんど一人息子のように思い、甘やかし放題にするようになった。
サンドラはトラビスと一緒に入浴し、同じベッドで眠りにつき、抱き合っていたとされる。トラビスも彼女を慕っていて、毎夜彼女の髪に丁寧にブラシをかけていた。外出する前には互いに口づけを交わさなければ離れることが出来なかった。サンドラはトラビスが射殺された後、「ええ、今の私は全てを失ったのよ。彼は毎夜ベッドで私と寝てくれたわ。一緒に食事をしたり、お風呂に入ったりすれば心が通じるのよ」と述べている。

## 暴行
チンパンジーは強い筋力を有し、特に雄は思春期を迎えると、経年毎に強い攻撃性を示すようになる。攻撃相手に噛み付き、手と足の両方を使って、顔面や他の身体の凹凸のある部分を執拗に傷つけるのである。

### 1996年の疑惑
2009年の惨事が世界的に知られるようになった後、トラビスの近所に住んでいたある女性は、1996年に彼の姿を見かけたとき、指に噛み付かれ、車の中に引きずり込まれそうになったと証言している。彼女はハロルド家と警察に苦情を申し立てたと証言しているが、警察側はその苦情については記録がないとしている。誕生が1995年であることから、トラビスはこの疑惑時には1歳の幼獣である。さらにハロルド夫妻がトラビスを引き取ったのは1998年であることから、彼女の証言は大きく矛盾している。

### 2003年の事件
2003年10月、トラビスはハロルド家の車から脱走し、交差点で交通を麻痺させ、数時間行方不明になる事件を起こす。事件はトラビスが乗っていた車が赤信号で停車中に、ある歩行者がトラビスの車の部分的に開いていた窓から何かを投げ入れて、それがトラビスに命中、驚いたトラビスは、シートベルトを自ら外し、ドアを開けその男を追いかけたが、捕まえることはできなかった。
通報によって駆け付けた警官は何とかトラビスを車に収容しようと何回か試みたが、トラビスはすぐに別のドアから出てしまうので、両者は車の周りで追いかけっこをする羽目になった。この事件によって、ペットとして50ポンド (22.7kg) 以上の体重のある霊長類の飼育を禁じ、外来ペットを所有するには特別の許可が必要とするコネチカット州法が成立することになった。新法は2004年施行され、トラビスの死後は州内でチンパンジーを飼うことを許可された者は皆無である。コネティカット州の環境保護局はハロルド夫妻に対し同法を執行してはいない。というのは、夫妻は長年にわたって200ポンド (90kg) のトラビスを飼育してきたし、同局はトラビスが公共の安全を犯すとは考えなかったからである。

### 2009年の事件
2009年2月16日、トラビスはサンドラの旧友のチャルラ・ナッシュ（55歳）に対して顔と手に重傷を負わせた。この日トラビスがサンドラの車のキーを持ち出してしまい、サンドラはトラビスを家に連れ戻すのを手伝ってもらうためにナッシュを呼んだ。ナッシュがトラビスの気を引こうとお気に入りのおもちゃの一つをかざしたところ、トラビスは間髪を入れず彼女に飛び掛かった。ナッシュは以前ハロルド夫妻のレッカー会社で働いていたこともあり、トラビスは彼女を知らないわけではなかったが、その時彼女は普段とは異なる髪型をしていた。
またトラビスはライム病の薬を服用しており、この薬には興奮や怒りを増幅させる作用があった。サンドラはそのとき70歳であったが、トラビスの凶行を止めさせるためにシャベルで殴り、肉切り包丁で彼を刺した。「私にとっては、彼をナイフで刺すことは、自分自身を刺すことと同じでした」とサンドラは後に語っている。彼女の言によれば「ママ、なんで僕にそんなことをするの？」と言わんばかりに彼は振り返ったという。
トラビスは怒り狂い、サンドラは緊急電話を掛け、救助を求めた。トラビスの雄たけびは、サンドラが警察に助けを求めたとき録音されたテープにはっきり記録されていた。当初ナビゲーターはこの電話をいたずらだと考えた。しかしながらサンドラが「彼が...彼女を...食べ始めた...」と叫び始めて、これが嘘ではないと理解したのである。警察がハロルド宅に到着する前、すでに緊急医療班が出動の待機をしていた。
パトカーが到着したときトラビスは、パトカーに歩み寄り、ロックのかかった補助席のドアを開けようとし、激しくサイドミラーを強打した。そしてそのドアが開かないと分かると今度はゆっくりと運転席側のドアの側に回り、ドアを開けるに及んだ。これを見て、フランク・キアウェリィ巡査は危険と判断しやむなくトラビスに拳銃を向けて数発の弾丸を発射せざるを得なかった。深手を負ったトラビスは家に引き返し、のちに自分の檻の側で息絶えているのが発見された。

### ナッシュの治療
救急隊員はナッシュの傷を見て「身の毛がよだつ様だった」と形容している。ナッシュは事件直後の72時間以内に、顔面と手に対して4組の外科チームによって7時間以上の外科手術を受けた。病院側はナッシュの傷が想像を絶する壮絶さであったので、最初に彼女を治療した医療者達の心的外傷を考慮し、カウンセラーによるカウンセリングを受けることを勧めざるを得なかったほどである。救急医療隊員はナッシュが両手、鼻、両目、唇、顔の中心骨格を失っており、重要な脳組織が傷つけられていると記録に残している。医師団は顎を接着することに成功したが、2009年4月7日彼女に「生涯視力を回復することはない」と告げた。彼女に施された顔面移植術は実験的な術式であった。
スタンフォード大学で最初に受けた手術のあとに、ナッシュはオハイオ州クリーブランドにあるクリーブランド・クリニックに転院した。彼女の家族は、この先いくら掛かるか見当がつかない治療費のために、そして娘を支援するための資金を工面するために信託基金の積み上げを開始した。
ナッシュは2009年11月11日に、『オプラ・ウィンフリー・ショー』で初めて傷ついた自分の顔を公に晒した。そのとき彼女は、身体的な苦痛はなくなっており、彼女の家族によれば彼女はまもなくクリーブランド・クリニックから退院するとのことであった。
インターネットのブログには惨劇の前後のナッシュの顔の画像が表示されている。
2011年6月、ナッシュはハーバード大学メディカル・スクール傘下の医療教育機関であるブリッグマン・アンド・ウーメンズ・ホスピタル（同病院からは移植用の顔面と手の提供を受けている）のボーダン・ポマハク博士の手術チームによる移植手術を受けた。ナッシュの手の手術は成功したが、彼女はその後肺炎に罹り、医師団は感染症と血行の不良のために移植された手を切り離さざるを得なかった。

### トラビスの検死
法的な標準手続きに従ってトラビスの頭部は狂犬病の検査のために州の研究機関に送られ、胴体は検視のためにコネチカット大学へ移送された。この結果、トラビスの体組織から向精神薬『ザナックス』（アルプラゾラムの商標名）が検出された。2009年の検視の結果では身体に刺し傷が確認されている他、トラビスは体重過重であったことも分かった。
遺体は2009年2月25日スタンフォードのペット用の火葬場で荼毘に付された。
薬物検査の報告書は、トラビスにはその日、怒りを極限まで増幅させる可能性のあった『ザナックス』のティーバッグのお茶が与えられていたとするサンドラの証言を裏付けるものであった。『ザナックス』は脱抑制、失見当そして場合によっては幻覚、攻撃性、激しい怒り、憂鬱などの奇異反応を引き起こす可能性のある即効性の抗不安剤である。

### 訴訟
2009年5月、チャルラ・ナッシュ家の弁護士はサンドラ・ハロルドに対して5,000万ドル（約40億円）の賠償を求める訴訟を起こした。5月6日には、スタンフォード裁判所が、ハロルドの1,000万ドルにも及ぶ資産を凍結する判決を下した。他にもコネティカット環境保護局、スタンフォード市、『ザナックス』を処方した獣医などが被告になる可能性があった。被告弁護士は、トラビスは今回の凶行の前には狂暴な振る舞いをしたことはなく、1990年代の襲撃は真実ではない。なぜならばそのときトラビスには歯が生えていなかったからであると述べた。
凶行の15ヶ月後の2010年5月、AP通信は飼い主サンドラ・ハロルドが72歳で大動脈瘤破裂のため死亡したと報道している。彼女の顧問弁護士のロバート・ゴルダーは以下の声明を発表した。「ハロルド氏は友人であり、かつ従業員のシャルラ・ナッシュに重傷を負わせたのと同様に、交通事故で亡くなった娘の死に始まって、それに続く夫の死、そしてトラビスの凶行...この数年間幾多の胸が張り裂けるような喪失感に苦しめられてきたのです。彼女の心臓の血管は何回も破れ、ついに心臓自体が動かなくなったのです」。
2012年11月、ハロルド家の遺産について法的問題が解決し、ナッシュはおよそ400万ドル（3億6千万円）を受け取るに至った。
ナッシュは2013年、コネティカット州を相手に訴訟を起こしたが、却下されている。彼女は行政はチンパンジーは危険な動物であることが分かっていながら、何も策を講じなかったと主張した。ナッシュの訴状は、彼女が攻撃された当時はチンパンジーを私的に飼育することを禁止する法規が存在しなかったという根拠によって却下されたのであった。
2013年7月、ナッシュの弁護士は判決に上訴する試みを開始した。

#### メディアにおいて
トラビスの脱走と引き続いて起こったシャルラ・ナッシュへの攻撃はアニマル・プラネット放送局のドキュメンタリー番組におけるチンパンジーの事例「危険な情事」（2010-2011年放送）で題材とされた。緊急電話の会話、警官がトラビスを射殺する際の無線通信、捜索の結果は番組においてエピソードとして用いられた。
今回の事件は4年前にカリフォルニア州で別のチンパンジーが人間を襲った事例に似通ったものであり、番組では『タイム誌』の記事や霊長類学者のジェーン・グドール博士やフランス・ドゥ・ヴァール博士の研究を拠り所とし、珍しい動物をペットとして飼育する見識についての議論が喚起された。。
事件は政治風刺漫画に大きな論争を引き起こした。2009年2月18日、ニューヨークポスト紙は、銃口から煙が出ている銃を持ち、チンパンジーの遺体の上に立つ警官と、「次の2009年アメリカ復興・再投資法を起案するのに何か別の人物を探さなくてはならないだろうとつぶやく同僚の警官」を描いたショーン・デロネーの作品を掲載している。その風刺漫画が発表されたことにより、漫画のチンパンジーが、景気刺激法案の推進者とバラク・オバマ合衆国大統領、そして人間でない猿の姿として描かれているアフリカ系アメリカ人に関する人種差別的隠喩との関連を意味しているのではないかとする解釈が様々なメディアから提起された。2009年2月24日、『ポスト誌』のオーナー兼会長のルパート・マードックは風刺画について謝罪に追い込まれた。
やむなくトラビスを射殺せざるを得なかった警官のフランク・シアファリは事件が報道された後、憂鬱と不安のためにセラピーを受けることになった。このことがきっかけとなり、2010年に議会に上程された法律に、命にかかわる危険が迫った状況下でやむなく動物を殺傷したあとに受ける精神的もしくは感情的な心の傷に対する補償の規定が盛り込まれることになった。
また、PETA（動物の倫理的扱いを求める人々の会）のメンバー達はサンドラに対し執拗な嫌がらせをしたと伝えられるが、同団体は事件に対し組織としていかなる介入も行っていないとの声明を出した。

#### 立法への影響
コネチカット州のリチャード・ブルーメントール検事総長は、現行の2004年のコネチカット州法の不備な点は、トラビスの大きさを基準にチンパンジーの飼育を禁じるに至った2003年の事件の結論に起因するものであり、その間違った結論が結果として今回の惨劇を引き起こしたと記している。コネチカット州環境保護局（DEP）のスポークスマンは、トラビスには公衆衛生上の危険は認められていなかったし、法的に登録が必要とされる以前にすでに飼育されていたのでという理由から飼い主は法的に責任を負うことはないことを明らかにした。ブルーメントール検事総長は政界の大立者やDEPの理事に、コネチカットの居住環境を守るためにチンパンジー、ワニ、毒蛇などの潜在的に危険なすべての外来動物の飼育を禁じる法律案を支持するように要請する手紙を送ったのである。DEPは大型霊長類の飼育を禁ずる類似の法律の制定を求め、事件後、一般市民、警官、動物管理局員に対しそのようなペットについて行政機関に報告するように求めた。
コネチカット州スタンフォードの新聞『アドボケート』の編集会議はすべての外来種の鳥類と爬虫類の所有の禁止を主張した。
連邦下院のアール・ブルーメナウアー議員は、2009年1月6日に、州および国境を跨いでの売買が禁止されている「禁止野生動物」のリストに小型の猿、類人猿、キツネザルを加える「捕獲霊長類安全法」を上程していた。これは、以前2007年7月10日にエディー・ジョンソンにより上程され、下院は通過したものの上院では通過しなかった法案の二度目の上程であった。
本事件は、同法案への後押しとして『合衆国動物愛護協会』を『野生生物保護協会』に協力させるという副産物をもたらしている。
本事件は、2009年2月23日に、マーク・カーク下院議員など超党派的な17人の賛同者による同法案の再上程という結果をもたらした。これに対し、ロブ・ショップ下院議員は議場での議論において、毎年400万ドルの費用が掛かり、チンパンジーの人間への攻撃を防ぐのに何の効果もないとして同法案に反対する論陣を張った。
また同議員はチンパンジーの人間への攻撃はそう起こりうるものではないとも主張した。
全米20州とコロンビア特別区には既にペットとして霊長類を飼うことを禁止する法律がある。
2009年2月23日、議会は325対95で同法案を通過させ、『ニューヨーク・タイムス紙』と『ニューズデイ紙』を含む複数の主要な新聞の編集委員たちはそれを支持した。しかし、法案は上院を通過しなかった。

## その他
2009年6月30日、米国のデスコアバンドのスーサイド・サイレンスはアルバム『No Time to Bleed』を発売した。同作品にはスーサイド・サイレンスが演奏するインストルメンタル曲にサンドラ・ハロルドの110番通報の声が重ねられたタイトル「..And Then She Bled」が含まれる。